# Agrostis airoides
Agrostis airoides é uma espécie de gramínea do gênero Agrostis, pertencente à família Poaceae.